# 国際連合インド・パキスタン委員会
国際連合インド・パキスタン委員会（こくさいれんごうインド・パキスタンいいんかい、英語: United Nations Commission for India and Pakistan、略称UNCIP）は国際連合安全保障理事会決議47にてメンバーが規定された、チェコスロヴァキア、アルゼンチン、ベルギー、コロンビア、アメリカ合衆国の5か国の代表からなる組織。もともとは国際連合安全保障理事会決議39にて設立された3人による小委員会である。
5か国の代表はチェコスロバキアのジョセフ・コーベル、アルゼンチンのリカルド・スィリ（Ricardo Siri）、ベルギーのエグベルト・グラエフ（Egbert Graeffe）、コロンビアのアルフレッド・ロサノ（Alfredo Lozano）、アメリカのジェローム・クラール・ハドル（Jerome Klahr Huddle）であり、事務局長は駐英ノルウェー大使のエリック・コルバン（Erik Colban）が担当しイギリスのクエーカー教徒であるリチャード・サイモンズ（Richard Symonds）がコルバンの秘書を務めた。

## 前史・設立
第一次印パ戦争及び1948年1月1日のインドによる提訴を受けて、国際連合安全保障理事会決議38でカシミール情勢に対しての反応を示した国連安保理は続く決議39を1948年1月20日に採択。上述の小委員会を設置した。1人はインド、1人はパキスタンから選出し、残る一人はこの2人のメンバーから選出することとしカシミールの平和のためにとるべき行動について助言する共同書簡の執筆を当初の任務とした。しかし英米間で権勢が続いたのが主立って響き、1948年4月21日に安保理で国際連合安全保障理事会決議47が無投票採択されるまで設立に向けた動きはなかったうえ、5月20日になってようやく結成された委員会のインド亜大陸到着には採択からさらに11週間を要した。さらに、1948年7月に委員会が亜大陸に到着したとき、インドとパキスタンの両国の政治的雰囲気は委員会に敵対的であったという。カシミールの状況も決議47の採択された4月のそれとは異なっていた。

## 派遣と1948年・1949年の停戦活動

### 1948年・1949年の停戦
カラチに到着した委員会は、パキスタンから自国の正規軍3個旅団が5月からカシミール地方で戦闘を行っていることを知らされ、ジョセフ・コーベルはこれを「爆弾発言（bombshell）」と表現した。 ニューデリーでは、インドはパキスタンの犯行声明を最重要視していると主張した。カシミール地方での戦闘は止むことなく続き、委員会は、ジャンムー・カシミール地方のシェイク・アブドゥッラー政府とムザファラバード地方のアザド・カシミール政府が不倶戴天の争いをしていると認識した。
1948年8月13日、両政府との協議の後、委員会は全会一致で3部構成の決議を採択し、この決議を修正および拡大した。
- 第1部では停戦に対処し、敵対行動の完全な停止を求めた。
- 第2部では停戦協定が結ばれた。パキスタンの軍隊、部族、その他のパキスタン国民を含む戦闘部隊の完全撤退を求め、避難した地域は委員会の監視下で地方自治体が管理することを明記している。パキスタンの撤退後、インドは「大部分の軍（bulk of its forces）」を撤退させ、法と秩序の維持に必要な最低限のレベルまで下げることが期待されている。
- 第3部では、休戦協定が承認された後、両国は委員会との協議に入り、国民の意思に基づいて国家の将来を決定するとしている[8]。

決議文の構成は、インドにとって重要な意味を持っていた。三部構成にすることで、休戦協定を国家の将来に関する協議に先行させ、パキスタンの「侵略」を暗に認めたのである。さらに、国民投票については言及されておらず、構成員議会の選出など、民意を決定するための他の手段が考えられた。インドは、一般投票が宗教的な情熱を煽り、「破壊的な力」を解き放つことを恐れていたのである。
インドは委員会の決議を受け入れたが、パキスタンは非常に多くの留保や条件を付けたため、委員会は「拒絶に等しい（tantamount to rejection）」と考えた。委員会は、パキスタン側の最大の関心事が戦闘が終わった後の自由で公平な国民投票を保証することであると推測した。その後、国民投票の管理に関する提案を概説した8月の決議の補足を作成した。続いて、8月の決議の補足として、国民投票の運営に関する提案をまとめました。この決議では、特にインド軍とアザド・カシミール軍の最終的な処分を決定する一般投票行政官の機能を定義した。インドは、パキスタンが休戦協定を受け入れていないにもかかわらず、さらなる譲歩を求められていると反発した。インドは、パキスタンが8月決議の最初の2つの部分を履行しなければ、国民投票に拘束されないという合意や 、国民投票の前にアザド・カシミール軍を解散させるという保証など、いくつかの保証を求め、それを得た。
留保や疑問、反対意見もあったが、最終的に両政府はこの提案を受け入れ、1949年1月1日にカシミール地方での停戦が実現した。委員会は、この補足を1949年1月5日に承認された新しい決議に盛り込んだ。
委員会は1949年2月に亜大陸に戻り、停戦の条件を実行し、停戦協定を設定し、国民投票の準備を行った。1948年のチェコスロバキアのクーデターの後、チェコスロバキアを離れたコーベルは、後任のチェコ代表を「平和の構造を破壊するソ連・共産主義の戦術に着手した（embarked upon the Soviet-Communist tactic of disrupting the structure of peace）」とし、委員会が「巨大な困難（enormous difficulties）」に直面したと述べている。
インドは、国民投票の前に「必須条件（essential condition）」として「アザド軍（Azad forces）」の解散を主張したが、これは委員会にとって「衝撃（jolt）」だった、とコーベルは続けて言う。これは前回の会議でも確かに合意されていたことであるが、インドはスケジュールを早めたとされる。いわゆる「アザド軍」は、プーンチ（History of Poonch District）地区とミルプール地区（Mirpur District）に所属していた英領インド軍の復員兵で構成されていた。彼らは、部族の侵攻に先立ち、ジャンム・カシミールのマハラジャ（ドグラ朝）に反旗を翻した。侵攻の後、パキスタンはこの兵士たちを32大隊の本格的な軍隊に編成し、インド軍との戦いに投入した。停戦協議の際、パキスタンはアザド軍と国軍のバランスを主張し、パキスタン軍が明け渡す陣地を取るためにアザド軍を訓練することを認めるよう要求した。このことからインド人は、パキスタンはインドの撤退が始まると同時に敵対行為を再開するつもりだと判断した。そこでインド人は、アザド軍の解体を休戦期間中に行うことを要求した。パキスタンはアザド軍の解散要求を拒否し、アザド軍と国軍の同等性を主張した。パキスタンはまた、インドの撤退の詳細な計画を見ることを望み、パキスタンの撤退と「同期（be synchronized）」させるべきだと主張した。
非武装化（demilitarisation）の提案が何度も行われたが、インドとパキスタンの双方に拒否されたため、委員会は仲裁を提案した。パキスタンは仲裁の提案を受け入れたが、インドは仲裁の問題ではなく「断固とした即決（affirmative and immediate decision）」が必要だと言ってこれを拒否した。インドの立場は、パキスタン軍とアザド軍を区別することはできないというものであった。委員会は、アザド軍が今や軍事的状況を変えるほどの力を持ち、当初の決議で想定されていたインドの撤退を困難にしていることを認めた。
また、「北部地域」（在のギルギット・バルティスタン州のこと）をめぐっても難航した。インドは、パキスタンが撤退した後、これらの地域をジャンムー・カシミール州政府に返還し、インドが国境を守ることを認めるべきだと主張していた。委員会は、インド側の要求に法的根拠があることを認めたが、インド軍と現地軍の間で再び戦闘が起こることを懸念した。そこで、委員会の監督下にある「地方自治体（local authorities）」が当該地域を統治し、インド軍の派遣は国連監視団がその必要性を通知した場合に限ることを提案した。この妥協案は、インドとパキスタンの双方から拒否された。
委員会は失敗を宣言し、1949年12月9日に安全保障理事会に最終報告書を提出した。報告書では、委員会の代わりに一人の調停者を置くこと、非武装化の問題を8月の決議のように順序立てて考えることなく全体として捉えること、国連代表が仲裁によって問題を解決する権限を持つこと、などが提言された。チェコの代表は、委員会の失敗宣言は時期尚早であり、アザド軍の問題は過小評価されており、北部地域には十分な注意が払われていないとする少数報告を提出した。